# SimCity 2000
A Simcity 2000 egy városépítő szimulátor videójáték, amelyet Will Wright és Fred Haslam közösen fejlesztett, és a Maxis adott ki. A Simcity sorozat második része, először Apple Macintosh számítógépekre jelent meg 1993-ban, később MS-DOS rendszerekre, és játékkonzolokra.
A játék izometrikus szemszögből játszódik, amelyben a játékosnak célja, hogy egy várost építsen, fejlessze annak lakossági és ipari területeit, kiépítse az infrastruktúráját és fejlesztéséhez adókat gyűjtsön. A játék fontos lételeme a lakosság átlagos keresetének növelése, a szektorok (lakossági, ipari, kereskedelmi, reptéri és kikötő) logikus elosztása és a terület környezetbeli elemzése. Ha a játékos túl sokat költekezik, és/vagy rossz döntéseket hoz (pl. magas adók), a város csődbe mehet.
A Simcity 2000 rengeteg pozitív kritikát kapott kidolgozott grafikája, az első részhez képest javult felhasználófelülete, játékmenete és zenéje miatt. Becsült adatok alapján összesen 4,23 millió darabot adtak el a játékból, főleg az Egyesült Államokban, Európában és Japánban.

## Fordítás
- Ez a szócikk részben vagy egészben  a   SimCity 2000 című angol Wikipédia-szócikk ezen változatának fordításán alapul.  Az eredeti cikk szerkesztőit annak laptörténete sorolja fel. Ez a jelzés csupán a megfogalmazás eredetét és a szerzői jogokat jelzi, nem szolgál a cikkben szereplő információk forrásmegjelöléseként.